# Републикански път III-7007
Републикански път IIІ-7007 е третокласен път, част от Републиканската пътна мрежа на България, преминаващ изцяло по територията на Ямболска област, Община Стралджа. Дължината му е 12,5 km.
Пътят се отклонява наляво при 245,7 km на Републикански път I-7 в североизточната част на село Зимница и се насочва на изток през източната част на Сливенското поле. В южната част на град Стралджа завива на север-североизток, минава през центъра на града и в северната част на село Лозенец се свързва Републикански път I-6 при неговия 435,9 km.
| Пътища, отклоняващи се надясно (населено място, № на пътя, посока на пътя)                                         | km   | Пътища, отклоняващи се наляво (посока на пътя, № на пътя, населено място) |
| --- | ---- | ------------------------------------------------------------------------- |
| Община Стралджа, I-7, 245,7 km, с. Зимница ←                                                                       | 0,0  | ← с. Зимница, 245,7 km, I-7, Община Стралджа                              |
| (до с. Голямо Крушево) III-707, 5,8 km, гр. Стралджа ← (за селата Атолово и Маленово) общински път, гр. Стралджа ← | 7,3  | ← гр. Стралджа, 5,8 km, III-707 (от п.в. „Петолъчката“) гр. Стралджа      |
| (от ГКПП Гюешево) I-6, 435,9 km, с. Лозенец ←                                                                      | 12,5 | ← с. Лозенец, 435,9 km, I-6 (до гр. Бургас)                               |

Забележка